# 우노 쇼마
우노 쇼마(일본어: 宇野 昌磨, 1997년 12월 17일~)는 일본의 전 피겨스케이팅 선수이다. 2018년 동계 올림픽 남자 싱글 은메달, 2022년 동계 올림픽 남자 싱글 동메달을 획득했으며, 세계 선수권 대회 준우승 2회, 4대륙 선수권 대회에서 금메달 1개, 은메달 1개, 동메달 1개를 획득했다. 국제 대회에서 쿼드러플 플립을 성공한 최초의 선수이다.